# Missione di pace (film)
Missione di pace è un film del 2011, diretto da Francesco Lagi e interpretato da Silvio Orlando, Alba Rohrwacher, Francesco Brandi, Filippo Timi, Bugo, Antonella Attili e Tommaso Ragno.

## Trama
Il capitano Vinciguerra, un veterano nelle missioni di pace, viene mandato in missione in Jugoslavia per catturare un pericoloso criminale latitante. Il capitano ha però un "nemico" in famiglia, Giacomo un pacifista, che lo farà impazzire durante la sua missione.

## Colonna sonora
La colonna sonora è stata composta interamente da Bugo e comprende brani composti e interpretati dallo stesso cantautore (che nel film interpreta la parte del soldato Quinzio), oltre a temi strumentali inediti composti per l'occasione. Nella colonna sonora compaiono inoltre le canzoni originali Ggeell, Casalingo, Che diritti ho su di te e I miei occhi vedono. La canzone principale, I miei occhi vedono, farà parte del nuovo album di Bugo Nuovi rimedi per la miopia, pubblicato dall'etichetta discografica Universal Music Group il 27 settembre 2011.

## Distribuzione
Il film viene presentato il 9 settembre 2011 fuori concorso nella Settimana Internazionale della Critica alla 68ª Mostra internazionale d'arte cinematografica di Venezia, riscuotendo un'ottima accoglienza da parte del pubblico presente. Il film è stato distribuito nelle sale a partire dal 28 ottobre 2011.